# Aeroport de Hèlsinki-Vantaa
L'aeroport de Hèlsinki-Vantaa (finès: Helsinki-Vantaan lentoasema, suec: Helsingfors-Vanda flygplats) (codi IATA: HEL, codi OACI: EFHK) es troba a Vantaa, a 19 quilòmetres del centre de Hèlsinki, la capital finlandesa. És l'aeroport més important del país, i també un dels més transitats dels països nòrdics. Actualment registra uns 13 milions de passatgers anuals. L'aeroport va ser construït originalment per als Jocs Olímpics d'estiu de Hèlsinki de 1952.
Hèlsinki-Vantaa té dues terminals, terminal 1 i 2. És el hub de Finnair, Norwegian Air Shuttle i NºRRA. Disposa d'una aplicació per a mòbils per a facilitar als viatgers la seva estada a l'aeroport.

## Aerolínies i destins

### Destins nacionals
| Aerolínies                      | Destinacions                                                                                        |
| ------------------------------- | --------------------------------------------------------------------------------------------------- |
| Finnair                         | Ivalo, Joensuu, Kittilä, Kuopio, Kuusamo, Oulu, Rovaniemi, Vaasa                                    |
| Finnair operat per Flybe Nordic | Joensuu, Jyväskylä, Kajaani, Kemi, Kokkola, Kuopio, Kuusamo, Mariehamn, Oulu, Tampere, Turku, Vaasa |
| Norwegian Air Shuttle           | Oulu, Rovaniemi Estacional: Ivalo, Kittilä                                                          |
| Snowbird Airlines               | Enontekiö, Oulu                                                                                     |

### Destins internacionals
| Ciutats per països | Nom de l'aeroport                                     | Aerolínies                                              |                  |                  |                  |
| Amèrica del Nord   | Amèrica del Nord                                      | Amèrica del Nord                                        | Amèrica del Nord | Amèrica del Nord | Amèrica del Nord |
| ------------------ | ----------------------------------------------------- | ------------------------------------------------------- | ---------------- | ---------------- | ---------------- |
| Estats Units       |                                                       |                                                         |                  |                  |                  |
| Nova York          | Aeroport Internacional John F. Kennedy                | Finnair                                                 |                  |                  |                  |
| Europa             |                                                       |                                                         |                  |                  |                  |
| Alemanya           |                                                       |                                                         |                  |                  |                  |
| Berlín             | Aeroport de Berlín-Tegel                              | Finnair / Flybe Nordic                                  |                  |                  |                  |
| Düsseldorf         | Aeroport Internacional de Düsseldorf                  | Flybe Nordic                                            |                  |                  |                  |
| Frankfurt del Main | Aeroport de Frankfurt                                 | Finnair / Flybe Nordic / Lufthansa                      |                  |                  |                  |
| Hamburg            | Aeroport d'Hamburg                                    | Finnair / Flybe Nordic                                  |                  |                  |                  |
| Múnic              | Aeroport Internacional de Múnic                       | Finnair / Flybe Nordic / Lufthansa                      |                  |                  |                  |
| Àustria            |                                                       |                                                         |                  |                  |                  |
| Viena              | Aeroport de Viena                                     | Finnair / Flybe Nordic                                  |                  |                  |                  |
| Bèlgica            |                                                       |                                                         |                  |                  |                  |
| Brussel·les        | Aeroport de Brussel·les                               | Finnair / Flybe Nordic                                  |                  |                  |                  |
| Belarús            |                                                       |                                                         |                  |                  |                  |
| Minsk              | Aeroport Internacional de Minsk                       | Belarús Belavia                                         |                  |                  |                  |
| Dinamarca          |                                                       |                                                         |                  |                  |                  |
| Copenhaguen        | Aeroport de Copenhaguen                               | Finnair / Scandinavian Airlines / Norwegian Air Shuttle |                  |                  |                  |
| Espanya            |                                                       |                                                         |                  |                  |                  |
| Alacant            | Aeroport d'Alacant-Elx                                | Norwegian Air Shuttle                                   |                  |                  |                  |
| Barcelona          | Aeroport de Barcelona-El Prat                         | Finnair / Vueling / Norwegian Air Shuttle               |                  |                  |                  |
| Fuerteventura      | Aeroport de Fuerteventura                             | Primera Air                                             |                  |                  |                  |
| Gran Canària       | Aeroport de Gran Canària                              | Primera Air                                             |                  |                  |                  |
| Madrid             | Aeroport de Madrid-Barajas                            | Finnair / Norwegian Air Shuttle                         |                  |                  |                  |
| Màlaga             | Aeroport de Màlaga-Costa del Sol                      | Finnair / Snowbird Airlines / Norwegian Air Shuttle     |                  |                  |                  |
| Tenerife Sud       | Aeroport de Tenerife Sud                              | Primera Air                                             |                  |                  |                  |
| Estònia            |                                                       |                                                         |                  |                  |                  |
| Tallinn            | Aeroport de Tallinn                                   | Flybe Nordic                                            |                  |                  |                  |
| Tartu              | Aeroport de Tartu                                     | Flybe Nordic                                            |                  |                  |                  |
| França             |                                                       |                                                         |                  |                  |                  |
| París              | Aeroport de París-Charles de Gaulle                   | Finnair / Flybe Nordic                                  |                  |                  |                  |
| París              | Aeroport de París-Orly                                | Norwegian Air Shuttle                                   |                  |                  |                  |
| Grècia             |                                                       |                                                         |                  |                  |                  |
| Atenes             | Aeroport Internacional Eleftherios Venizelos          | Aegean Airlines                                         |                  |                  |                  |
| Hongria            |                                                       |                                                         |                  |                  |                  |
| Budapest           | Aeroport de Budapest-Ferenc Liszt                     | Finnair / Flybe Nordic / Norwegian Air Shuttle          |                  |                  |                  |
| Islàndia           |                                                       |                                                         |                  |                  |                  |
| Reikiavik          | Aeroport Internacional de Keflavík                    | Icelandair                                              |                  |                  |                  |
| Itàlia             |                                                       |                                                         |                  |                  |                  |
| Milà               | Aeroport de Milà-Malpensa                             | Finnair                                                 |                  |                  |                  |
| Roma               | Aeroport de Roma-Fiumicino                            | Finnair / Norwegian Air Shuttle                         |                  |                  |                  |
| Letònia            |                                                       |                                                         |                  |                  |                  |
| Riga               | Aeroport Internacional de Riga                        | Flybe Nordic / AirBaltic                                |                  |                  |                  |
| Lituània           |                                                       |                                                         |                  |                  |                  |
| Vilnius            | Aeroport Internacional de Vílnius                     | Finnair / Flybe Nordic / AirBaltic                      |                  |                  |                  |
| Noruega            |                                                       |                                                         |                  |                  |                  |
| Oslo               | Aeroport d'Oslo-Gardermoen                            | Finnair / Flybe Nordic / Norwegian Air Shuttle          |                  |                  |                  |
| Països Baixos      |                                                       |                                                         |                  |                  |                  |
| Amsterdam          | Aeroport d'Amsterdam-Schiphol                         | Finnair / KLM                                           |                  |                  |                  |
| Polònia            |                                                       |                                                         |                  |                  |                  |
| Cracòvia           | Aeroport Internacional Joan Pau II de Cracòvia-Balice | Finnair                                                 |                  |                  |                  |
| Gdansk             | Aeroport de Gdańsk-Lech Wałęsa                        | Flybe Nordic                                            |                  |                  |                  |
| Varsòvia           | Aeroport de Varsòvia Chopin                           | Finnair / Flybe Nordic                                  |                  |                  |                  |
| Portugal           |                                                       |                                                         |                  |                  |                  |
| Lisboa             | Aeroport de Lisboa                                    | TAP Portugal                                            |                  |                  |                  |
| Regne Unit         |                                                       |                                                         |                  |                  |                  |
| Londres            | Aeroport de Londres-Gatwick                           | Norwegian Air Shuttle                                   |                  |                  |                  |
| Londres            | Aeroport de Londres-Heathrow                          | Finnair / British Airways                               |                  |                  |                  |
| Manchester         | Aeroport de Manchester                                | Finnair / Flybe Nordic                                  |                  |                  |                  |
| Txèquia            |                                                       |                                                         |                  |                  |                  |
| Praga              | Aeroport Internacional de Ruzyně                      | Finnair / Flybe Nordic                                  |                  |                  |                  |
| Rússia             |                                                       |                                                         |                  |                  |                  |
| Txerepovets        | Aeroport de Txerepovets                               | Severstal Air Company                                   |                  |                  |                  |
| Iekaterinburg      | Aeroport d'Iekaterinburg-Koltsovo                     | Finnair                                                 |                  |                  |                  |
| Kazan              | Aeroport Internacional de Kazan                       | Flybe Nordic                                            |                  |                  |                  |
| Moscou             | Aeroport Internacional de Moscou-Xeremètievo          | Finnair / Aeroflot                                      |                  |                  |                  |
| Nijni Nóvgorod     | Aeroport Internacional de Nijni Nóvgorod              | Flybe Nordic                                            |                  |                  |                  |
| Samara             | Aeroport Internacional de Samara-Kurúmoch             | Flybe Nordic                                            |                  |                  |                  |
| Sant Petersburg    | Aeroport Internacional Púlkovo                        | Finnair / Flybe Nordic                                  |                  |                  |                  |
| Suècia             |                                                       |                                                         |                  |                  |                  |
| Estocolm           | Aeroport d'Estocolm-Arlanda                           | Finnair / Scandinavian Airlines / Norwegian Air Shuttle |                  |                  |                  |
| Estocolm           | Aeroport d'Estocolm-Bromma                            | Flybe Nordic                                            |                  |                  |                  |
| Göteborg           | Aeroport de Göteborg-Landvetter                       | Finnair / Flybe Nordic                                  |                  |                  |                  |
| Luleå              | Aeroport de Luleå                                     | Flybe Nordic                                            |                  |                  |                  |
| Norrköping         | Aeroport de Norrköping                                | Flybe Nordic                                            |                  |                  |                  |
| Umeå               | Aeroport d'Umeå                                       | Flybe Nordic                                            |                  |                  |                  |
| Suïssa             |                                                       |                                                         |                  |                  |                  |
| Ginebra            | Aeroport Internacional de Ginebra                     | Finnair / Flybe Nordic                                  |                  |                  |                  |
| Zúric              | Aeroport Internacional de Zuric                       | Finnair / Flybe Nordic / Swiss International Airlines   |                  |                  |                  |
| Turquia            |                                                       |                                                         |                  |                  |                  |
| Esmirna            | Aeroport d'Esmirna-Adnan Menderes                     | SunExpress                                              |                  |                  |                  |
| Istanbul           | Aeroport Internacional Atatürk                        | Turkish Airlines                                        |                  |                  |                  |
| Ucraïna            |                                                       |                                                         |                  |                  |                  |
| Kíev               | Aeroport Internacional de Kíev                        | Ukraine International Airlines                          |                  |                  |                  |
| Àsia               |                                                       |                                                         |                  |                  |                  |
| R.P. de la Xina    |                                                       |                                                         |                  |                  |                  |
| Chongqing          | Aeroport Internacional de Chongqing-Jiangbei          | Finnair                                                 |                  |                  |                  |
| Guangzhou          | Aeroport Internacional de Canton-Baiyun               | Finnair (inicia el 6 de maig de 2016)                   |                  |                  |                  |
| Pequín             | Aeroport Internacional de Pequín-Capital              | Finnair                                                 |                  |                  |                  |
| Xangai             | Aeroport Internacional de Xangai-Pudong               | Finnair                                                 |                  |                  |                  |
| Corea del Sud      |                                                       |                                                         |                  |                  |                  |
| Seül               | Aeroport Internacional d'Incheon                      | Finnair                                                 |                  |                  |                  |
| Hong Kong          |                                                       |                                                         |                  |                  |                  |
| Hong Kong          | Aeroport Internacional de Hong Kong                   | Finnair                                                 |                  |                  |                  |
| Índia              |                                                       |                                                         |                  |                  |                  |
| Nova Delhi         | Aeroport Internacional Indira Gandhi                  | Finnair                                                 |                  |                  |                  |
| Israel             |                                                       |                                                         |                  |                  |                  |
| Tel-Aviv           | Aeroport Internacional de Ben Gurion                  | Finnair                                                 |                  |                  |                  |
| Japó               |                                                       |                                                         |                  |                  |                  |
| Fukuoka            | Aeroport de Fukuoka                                   | Finnair (inicia el 7 de maig de 2016)                   |                  |                  |                  |
| Nagoya             | Aeroport Internacional Chūbu Centrair                 | Finnair                                                 |                  |                  |                  |
| Osaka              | Aeroport Internacional de Kansai                      | Finnair                                                 |                  |                  |                  |
| Tòquio             | Aeroport Internacional de Narita                      | Finnair / Japan Airlines                                |                  |                  |                  |
| Qatar              |                                                       |                                                         |                  |                  |                  |
| Doha               | Aeroport Internacional de Doha                        | Qatar Airways (inicia el 10 d'octubre de 2016)          |                  |                  |                  |
| Tailàndia          |                                                       |                                                         |                  |                  |                  |
| Bangkok            | Aeroport Suvarnabhumi                                 | Finnair                                                 |                  |                  |                  |
| Singapur           |                                                       |                                                         |                  |                  |                  |
| Singapur           | Aeroport Internacional de Singapur-Changi             | Finnair                                                 |                  |                  |                  |

### Destins estacionals
| Ciutats per països      | Nom de l'aeroport                            | Aerolínies                                  |                  |                  |                  |
| Amèrica del Nord        | Amèrica del Nord                             | Amèrica del Nord                            | Amèrica del Nord | Amèrica del Nord | Amèrica del Nord |
| ----------------------- | -------------------------------------------- | ------------------------------------------- | ---------------- | ---------------- | ---------------- |
| Canadà                  |                                              |                                             |                  |                  |                  |
| Toronto                 | Aeroport Internacional Toronto Pearson       | Finnair                                     |                  |                  |                  |
| Estats Units            |                                              |                                             |                  |                  |                  |
| Chicago                 | Aeroport Internacional O'Hare                | Finnair                                     |                  |                  |                  |
| Miami                   | Aeroport Internacional de Miami              | Finnair                                     |                  |                  |                  |
| Mèxic                   |                                              |                                             |                  |                  |                  |
| Puerto Vallarta         | Aeroport Internacional de Puerto Vallarta    | Finnair (inicia l'1 de novembre de 2017)    |                  |                  |                  |
| Amèrica Central i Carib |                                              |                                             |                  |                  |                  |
| Cuba                    |                                              |                                             |                  |                  |                  |
| L'Havana                | Aeroport Internacional de l'Havana           | Finnair (inicia l' de desembre de 2017)     |                  |                  |                  |
| República Dominicana    |                                              |                                             |                  |                  |                  |
| Puerto Plata            | Aeroport Internacional de Puerto Plata       | Finnair (inicia 30 de novembre de 2017)     |                  |                  |                  |
| Europa                  |                                              |                                             |                  |                  |                  |
| Àustria                 |                                              |                                             |                  |                  |                  |
| Innsbruck               | Aeroport d'Innsbruck                         | Finnair                                     |                  |                  |                  |
| Salzburg                | Aeroport de Salzburg                         | Norwegian Air Shuttle                       |                  |                  |                  |
| Bulgària                |                                              |                                             |                  |                  |                  |
| Burgàs                  | Aeroport de Burgàs                           | Norwegian Air Shuttle                       |                  |                  |                  |
| Xipre                   |                                              |                                             |                  |                  |                  |
| Làrnaca                 | Aeroport Internacional de Làrnaca            | Norwegian Air Shuttle                       |                  |                  |                  |
| Pafos                   | Aeroport Internacional de Pafos              | Finnair                                     |                  |                  |                  |
| Croàcia                 |                                              |                                             |                  |                  |                  |
| Dubrovnik               | Aeroport de Dubrovnik                        | Finnair / Norwegian Air Shuttle             |                  |                  |                  |
| Pula                    | Aeroport de Pula                             | Norwegian Air Shuttle                       |                  |                  |                  |
| Split                   | Aeroport de Split                            | Finnair / Jet Time / Norwegian Air Shuttle  |                  |                  |                  |
| Eslovènia               |                                              |                                             |                  |                  |                  |
| Ljubljana               | Aeroport de Ljubljana                        | Finnair                                     |                  |                  |                  |
| Espanya                 |                                              |                                             |                  |                  |                  |
| Gran Canària            | Aeroport de Gran Canària                     | Finnair / Norwegian Air Shuttle             |                  |                  |                  |
| Lanzarote               | Aeroport de Lanzarote                        | Finnair                                     |                  |                  |                  |
| Palma                   | Aeroport de Palma                            | Finnair / Norwegian Air Shuttle             |                  |                  |                  |
| Tenerife Norte          | Aeroport de Tenerife Nord                    | Finnair                                     |                  |                  |                  |
| Tenerife Sur            | Aeroport de Tenerife Sud                     | Finnair / Norwegian Air Shuttle             |                  |                  |                  |
| França                  |                                              |                                             |                  |                  |                  |
| Biarritz                | Aeroport de Biarritz-Anglet-Bayonne          | Finnair                                     |                  |                  |                  |
| Niça                    | Aeroport de Niça-Costa Blava                 | Finnair / Norwegian Air Shuttle             |                  |                  |                  |
| Grècia                  |                                              |                                             |                  |                  |                  |
| Atenes                  | Aeroport Internacional Eleftherios Venizelos | Finnair / Norwegian Air Shuttle             |                  |                  |                  |
| Càndia                  | Aeroport Internacional Nikos Kazantzakis     | Finnair                                     |                  |                  |                  |
| Cos                     | Aeroport Internacional de Kos - Hipòcrates   | Finnair                                     |                  |                  |                  |
| Khanià                  | Aeroport Internacional de Khanià             | Finnair                                     |                  |                  |                  |
| Rodes                   | Aeroport Internacional de Rodes              | Finnair / Norwegian Air Shuttle             |                  |                  |                  |
| Santorí                 | Aeroport Nacional de Santorí                 | Norwegian Air Shuttle                       |                  |                  |                  |
| Irlanda                 |                                              |                                             |                  |                  |                  |
| Dublín                  | Aeroport de Dublín                           | Flybe Nordic / Norwegian Air Shuttle        |                  |                  |                  |
| Itàlia                  |                                              |                                             |                  |                  |                  |
| Catània                 | Aeroport de Catània-Fontanarossa             | Finnair                                     |                  |                  |                  |
| Nàpols                  | Aeroport de Nàpols-Capodichino               | Finnair                                     |                  |                  |                  |
| Pisa                    | Aeroport de Pisa                             | Finnair                                     |                  |                  |                  |
| Venècia                 | Aeroport de Venècia Marco Polo               | Finnair / Norwegian Air Shuttle             |                  |                  |                  |
| República de Malta      |                                              |                                             |                  |                  |                  |
| Luqa                    | Aeroport Internacional de Malta              | Finnair                                     |                  |                  |                  |
| Noruega                 |                                              |                                             |                  |                  |                  |
| Bergen                  | Aeroport de Bergen-Flesland                  | Finnair                                     |                  |                  |                  |
| Tromsø                  | Aeroport de Tromsø-Langnes                   | Flybe Nordic                                |                  |                  |                  |
| Portugal                |                                              |                                             |                  |                  |                  |
| Funchal                 | Aeroport de Madeira                          | Finnair                                     |                  |                  |                  |
| Txèquia                 |                                              |                                             |                  |                  |                  |
| Praga                   | Aeroport Internacional de Ruzyně             | Norwegian Air Shuttle                       |                  |                  |                  |
| Suècia                  |                                              |                                             |                  |                  |                  |
| Visby                   | Aeroport de Visby                            | Flybe Nordic / Sverigeflyg                  |                  |                  |                  |
| Turquia                 |                                              |                                             |                  |                  |                  |
| Antalya                 | Aeroport Internacional d'Antalya             | Finnair                                     |                  |                  |                  |
| Dalaman                 | Aeroport de Dalaman                          | Finnair                                     |                  |                  |                  |
| Àsia                    |                                              |                                             |                  |                  |                  |
| R.P. de la Xina         |                                              |                                             |                  |                  |                  |
| Xi'an                   | Aeroport Internacional de Xi'an-Xianyang     | Finnair                                     |                  |                  |                  |
| Emirats Àrabs Units     |                                              |                                             |                  |                  |                  |
| Dubai                   | Aeroport Internacional de Dubai              | Finnair                                     |                  |                  |                  |
| Índia                   |                                              |                                             |                  |                  |                  |
| Goa                     | Aeroport de Dabolim                          | Finnair (inicia el 29 de noviembre de 2017) |                  |                  |                  |
| Israel                  |                                              |                                             |                  |                  |                  |
| Ovda                    | Aeroport Internacional d'Ovda                | Finnair                                     |                  |                  |                  |
| Tel-Aviv                | Aeroport Internacional de Ben Gurion         | Arkia                                       |                  |                  |                  |
| Tailàndia               |                                              |                                             |                  |                  |                  |
| Krabi                   | Aeroport Internacional de Krabi              | Finnair                                     |                  |                  |                  |
| Phuket                  | Aeroport Internacional de Phuket             | Finnair                                     |                  |                  |                  |
| Vietnam                 |                                              |                                             |                  |                  |                  |
| Ho Chi Minh             | Aeroport Internacional de Tan Son Nhat       | Finnair                                     |                  |                  |                  |

## Transports

### Tren
La connexió de tren entre el centre de la ciutat i l'aeroport de Hèlsinki va ser inaugurada el juliol de 2015.
L'entrada a l'estació de tren és al passadís entre les dues terminals, la T1 i la T2.

### Autobusos
1.-Autobusos cap i des de l'aeroport.
- La Línia 615 i la Finnair City Bus operen entre l'estació de tren de Hèlsinki i l'aeroport.

- La Línia 617 opera entre la plaça del mercat de Hakaniemi i l'aeroport, a les hores punta, de dilluns a divendres.

- Els horaris dels altres trens i autobusos a l'àrea metropolitana de Hèlsinki

- Connexions d'autobús des de i cap a altres ciutats de Finlàndia

- Quan surt el proper autobús o tren des de l'aeroport de Hèlsinki?

2.-Autobusos de transport des de i cap als hotels pròxims i aparcaments de l'aeroport.
- Està disponible de franc el transport en autobús als hotels propers i àrees d'estacionament de l'aeroport.

- Autobús en les zones d'aparcament.
- Trasllats a hotels propers.

3.-Parades d'autobús a l'aeroport de Hèlsinki.
- Les parades d'autobús tant per l'arribada com la sortida estan situats davant de les terminals.

- Parades d'autobús a la Terminal 1
- Parades d'autobús a la Terminal 2